# Erethistoides sicula
Erethistoides sicula es una especie de peces de la familia Erethistidae en el orden de los Siluriformes.

## Morfología
• Los machos pueden llegar alcanzar los 3,9 cm de longitud total.
- Número de  vértebras: 29-31.[1]

## Hábitat
Es un pez de agua dulce y de clima tropical.

## Distribución geográfica
Se encuentran en Asia:  cuenca del río Mansão (afluente del río Brahmaputra al norte de Bengala Occidental, la India ).